# Harvey Wiley Corbett
Harvey Wiley Corbett né le 8 janvier 1873 à San Francisco et mort le 21 avril 1954 est un architecte américain principalement connu pour ses créations de gratte-ciel à New York et Londres. C'est un défenseur de l'architecture moderne et des bâtiments de grande hauteur.

## Sélection de réalisations

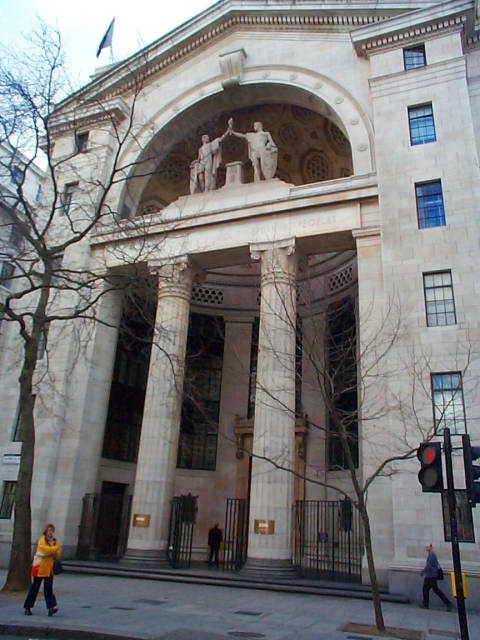
Bush House, Londres.

- Siège de la Compagnie genevoise des tramways électriques, 1900[1]
- New York School of Applied Design for Women (1909)[2],[3]
- Bush Tower (1918)
- Arche de la Paix (1921)
- Navy – Merchant Marine Memorial (1922)
- Bush House, Londres (1923)
- Pennsylvania Power & Light Building (1928) Allentown (Pennsylvanie)[4]
- Master Apartments (1929) 310–312 Riverside Drive (at 103d St.), New York City[5],[6]
- Metropolitan Life North Building (commencé en 1928, fini en 1950; avec Dan Everett Waid)
- George Washington Masonic National Memorial (1922–1932)
- Springfield Municipal Group à Springfield (Massachusetts)[7]